# Tô de Bem com a Vida (turnê)
"Tô de Bem Com a Vida" foi a nona turnê realizada pela apresentadora e cantora Xuxa Meneghel, a turnê tem em base seu álbum "Tô de Bem com a Vida", a turnê foi apresentada em várias cidades do Brasil como: Rio de Janeiro, Belo Horizonte, São Paulo, Recife, Fortaleza, Curitiba, Florianópolis e Porto Alegre. O show teve bastante divulgação, trechos dos shows em Belo Horizonte, Rio de Janeiro e São Paulo foram exibidos no programa "Xuxa Park" especial de Natal em 1996, no programas especiais "Xuxa 12 Anos" e posteriormente nas edições de férias do programa em 1999. Foi dividida em três partes: A primeira parte de Outubro de 1996 a 26 de dezembro de 1996, outra parte de março de 1997 a Maio de 1997, e a última de 27 de Julho de 1997 a 29 de dezembro de 1997. Um dos shows mais lembrados dessa turnê foi o show realizado no estádio Castelão em Fortaleza em 08 de Dezembro de 1996, reunindo mais de 50.000 pagantes ao local. As imagens desse show foram muito utilizadas em comerciais da turnê.

## Setlist
"Carmina Burana: Tô de Bem Com a Vida" (com "Pokinoi (Cirque di Solei)", adicionado após o fim)
1. "Tô de Bem Com a Vida"
2. "Pot-Pourri Baiano: Megamix 10 Anos"

- "Ilariê"
- "Tindolelê"

1. "Ai, Ai, Ai"
2. "Salada Mixta"
3. "Lá vai a Loura (La Balladora)"

Músicas em a Capela
(geralmente "Abecedário da Xuxa" e "Arco-Íris")
1. "Caravela de Cabral"
2. "Brincar de Rimar"
3. "A Chuva"
4. "Huppa Hulle (Hoopa Hoole)" (com Andréia Sorvetão)
5. "Quadrilha da Xuxa"
6. "Lua de Cristal"
7. "Valeu (10 Anos de Amor)"
8. "CarnaXuxa"
9. "Xuxaxé"

BIS:
1. "Tô de Bem Com a Vida"

## Informações Sobre a Turnê
- Xuxa sempre apresentava alguma música surpresa para o público,pois nenhuma destas havia entrado na setlist: "Pinel Por Você", "Nosso Canto de Paz", "Hoje é Dia de Folia", "Dança da Xuxa", "Doce Mel (Bom Estar Com Você)", "Abecedário da Xuxa", "Arco-Íris", "Pipoca" e diversas outras.

- Existem boatos que afirmam que o show de lançamento do álbum, ocorreu no dia 18 de Outubro de 1996 na Casa de Show Imperator no Rio de Janeiro, porém, no antigo site de Xuxa, é creditado que a turnê iniciou-se no Metropolitan, porém ainda fica uma dúvida, já que Xuxa apresentou-se no Metropolitan no dia 15 e 16 de Novembro de 1996, e no dia 14 de novembro daquele ano Xuxa faz um show em Belo Horizonte.

- Muitos momentos da turnê foram exibidos no programa "Xuxa Park" de Natal em 1996 e em várias outros programas.

- Um dos shows mais lembrados da turnê, é o show realizado no estádio Castelão em Fortaleza no dia 08 de Dezembro de 1996.

- Xuxa não removeu da setlist "Lua de Cristal" no show realizado no Metropolitan (Rio de Janeiro).

- Em alguns shows, o grupo You Can Dance e as Paquitas New Generation chegaram a se apresentar durante os intervalos.

- Xuxa chegou a apresentar em datas selecionadas algumas músicas do álbum Boas Notícias que viria a ser lançado no ano seguinte.

- A turnê teve 3 etapas, a primeira de Outubro a 22 de Dezembro de 1996, em fevereiro de 1997 Xuxa iniciou a matinê "Carna Xuxa", e em março iniciou a segunda etapa da turnê "Tô de Bem Com a Vida", e em junho, Xuxa pausou novamente a turnê para divulgar o seu terceiro álbum paralelo, o "Arraiá da Xuxa", a turnê "Arraiá da Xuxa" (durante os meses de junho e julho de 1997). E a terceira e última etapa da turnê iniciou-se no dia 27 de Julho e teve fim em 29 de Dezembro de 1997.

- Por conta do rompimento dos ligamentos do tornozelo de Xuxa em 1997, oito shows da turnê "Tô de Bem Com a Vida" foram cancelados,além de uma viagem ao Maranhão onde gravaria clipes para o especial de Natal daquele ano.Porém a apresentadora realizou alguns shows com o pé ainda engessado.

- A abertura do show "Tô de bem com a Vida" teve como referência o espetáculo "Saltimbanco" do Cirque du Soleil, apresentado entre 1992 e 2012. Em um dos números, os bailarinos eram suspensos por cordas elásticas e faziam uma coreografia com um balanço. Para o "Tô de bem com a Vida", o número foi adaptado pela Intrépida Trupe para algo mais simples. Além da estrutura, a música "Pokinoi", também do Cirque du Soleil foi utilizada para a abertura em uma versão editada.

- Em um dos últimos shows, Xuxa usou um figurino da fase do álbum "Luz no Meu Caminho".

- A partir de março de 1997 até o último show com o cenário original da turnê, Xuxa usava uma roupa branca bem parecida com as que costumava usar nos programas "Planeta Xuxa" e "Xuxa Park".

## Lançamento em VHS
Assim como a segunda etapa da turnê "Sexto Sentido" (que foi lançada em home-vídeo em maio de 1996) e sua terceira etapa em 1996 (que seria lançada em home-vídeo como "Luz no Meu Caminho"), a turnê "Tô de Bem Com a Vida" também teria seu registro lançado oficialmente em VHS. Em 1998 e 1999, o público pôde ver trechos desse VHS no "Xuxa 12 anos" e nas edições especiais de férias do "Xuxa Park", em que foram exibidas algumas performances do show. Por motivos desconhecidos, o lançamento do VHS "Tô de Bem Com a Vida" foi cancelado.

## Concerto sinopse (1ª e 2ª Etapa)
O show inicia com uma introdução em vídeo sobre a carreira da apresentadora ao som de "Carmina Burana", após o fim do vídeo as cortinas do palco são abertas e ao som de "Pokinoi (Cirque di Solei)", Xuxa emerge no palco em uma corda elástica usando um casaco preto com manchas azuis (em alguns shows foram usados casacos com manchas laranjas) e uma calça preta com listras rosas e amarelas. Assistentes soltam Xuxa da corda elástica, então Xuxa canta "Tô de Bem Com a Vida", em seguida após Xuxa receber a platéia, Xuxa fala de seus 10 anos na Rede Globo e canta um "Pot-Pourri" com as versões baianas curtas de "Ilariê" e "Tindolelê" (Megamix 10 Anos). Após o fim Xuxa conta a história da próximo música e começa a cantar "Ai, Ai, Ai", e surgem várias pessoas fantasiadas e cenários cenográficos (como janelas, fogão, vaso sanitário, etc...) fazendo menção a história da música, Xuxa canta "Salada Mixta" juntamente com as Paquitas vestidas com calças e blusas pretas e tutus coloridos. O grupo You Can Dance vem ao palco juntamente com as Paquitas para fazer a coreografia com Xuxa para cantar "Lá Vai a Loura".
A próxima seção começa com Xuxa cantando "Músicas a capela" pedidas pelo público, em seguida as Paquitas vestidas com cocares de índios e o coreografo Fly fantasiado de Cabral vem ao palco para Xuxa cantar "Caravela de Cabral". Xuxa brinca com a platéia de rimar com os nomes das pessoas presentes e canta "Brincar de Rimar" com as Paquitas New Generation usando casacos com listras coloridas, e dançarinos usando cabeças de borrachas. Depois de um breve discurso sobre o meio ambiente Xuxa canta "A Chuva", e após o fim, Xuxa troca o figurino.
A seção começa com Xuxa retornando ao palco com sua ex-paquita Andréia Sorvetão, com as duas usando ternos femininos das cores amarelo e vermelho, então Xuxa e Andréia se preparam para cantar e dançar "Huppa Hulle (Hoopa Hoole)", em seguida Xuxa canta "Quadrilha da Xuxa" com as Paquitas vestidas de moças caipiras. Após um pequeno discurso Xuxa performa "Lua de Cristal" sozinha no palco (de todas as suas turnês, está foi a primeira em que Xuxa cantava "Lua de Cristal" sem a famosa e marcante coreografia). Xuxa volta a falar sobre seus 10 Anos na Rede Globo e canta "Valeu (10 Anos de Amor)". Após o fim, Xuxa deixa o palco para trocar novamente o figurino.
A última seção começa com Xuxa retornando ao palco vestindo um macacão quadriculado, e Xuxa canta "Carnaxuxa" com as Paquitas (com o mesmo figurino da música "Brincar de Rimar") dançando, após o fim Xuxa ensina a coreografia da próxima música, então Xuxa canta o sucesso "Xuxaxé" juntamente com a plateia, You Can Dance e as Paquitas. Xuxa de despede do público, deixando o público alvoroçado, Xuxa canta novamente "Tô de Bem Com a Vida" para o bis, assim que Xuxa acaba de cantar, as cortinas são fechadas.

## Cenário
O cenário da turnê era muito colorido, a parede de fundo do palco era preta, com muitas faixas coloridas e guarda-chuvas giratórios ao redor do palco, no centro do palco, havia um grande telão quadrado que reproduzia a transmissão do show ao vivo, desenhos e também a capa do álbum "Tô de Bem com a Vida". Atrás do telão, uma parede amarela com desenhos de serpentinas e papéis picados.

## Shows Especiais e Apresentações em Programas

#### Domingão do Faustão 1996 1
Em Setembro de 1996, Xuxa se apresentou no programa "Domingão do Faustão", onde cantou várias músicas do álbum Sexto Sentido ao lado das Paquitas New Generation, além de cantar, Xuxa também falou sobre o álbum "Tô de Bem com a Vida".
1. "Tô de Bem Com a Vida"
2. "Xuxaxé"
3. "Ilariê" (Pot-Pourri Baiano: Megamix 10 Anos)

#### Domingão do Faustão 1996 2
No dia 10 de Novembro de 1996, Xuxa se apresentou novamente no programa "Domingão do Faustão", onde cantou ao lado das Paquitas New Generation, além de cantar, Xuxa também participou do quadro "Arquivo Confidencial".
1. "Lá Vai a Loura (La Balladora)"

#### Praia de Icaraí
No dia 26 de Novembro de 1996, Xuxa participou do show especial na Praia de Icaraí no Rio de Janeiro juntamente com as Paquitas New Generation, o show teve um público com mais de 60.000 de pessoas. Apenas sabe-se que Xuxa encerrou o show foi gravado e alguns trechos foram exibidos no especial Natal sem Noel no mesmo ano e também no "Xuxa 12 Anos". Xuxa usou uma calça preta e uma blusa dourada com pintas pretas. Xuxa cantou até "Nosso Canto de Paz", que Xuxa só cantava nos shows da turnê em acapela.
1. "Nosso Canto de Paz"
2. "Tô de Bem Com a Vida"
3. "Amém"

#### Hospital do Câncer de Barretos
Em Dezembro de 1996, Xuxa realizou um mini show fechado para as crianças do Hospital de Câncer de Barretos com as "Paquitas New Generation", além de cantar, também distribuiu brinquedos para as crianças. Apenas se sabe que Xuxa usou o mesmo figurino do show da Praia de Icaraí e cantou o "Pot-Pourri Baiano: Megamix de 10 anos".
1. "Pot-Pourri: Megamix 10 Anos"

- "Ilariê"
- "Tindolelê"

#### Chegada do Papai Noel 1996
O show foi realizado no dia 22 de Dezembro de 1996 no Beira-Rio em Porto Alegre. O show foi um show normal da turnê, porém com algumas modificações como: o palco era 360º, Xuxa chegou ao estádio de helicóptero ao som de "Doce Mel" (Instrumental Xuxa Park). Xuxa novamente usou no show o mesmo figurino usado no show na Praia de Icaraí e no Hospital de Câncer de Barretos para a abertura, e encerrou o show com o macacão quadriculado que costumava usar nos shows da turnê. Xuxa cantou as mesmas músicas do show normal com as "Paquitas New Generation" e o grupo "You Can Dance", Xuxa encerrou o show cantando "Estrela Guia (Natal)". Xuxa recebeu artistas convidados como: Copacabana Beat, Os Gauxinhos e Jamai.
- "Doce Mel" (Instrumental Xuxa Park)

1. "Tô de Bem Com a Vida"
2. "Pot-Pourri Baiano: Megamix 10 Anos"

- "Ilariê"
- "Tindolelê"

1. "Ai, Ai, Ai"
2. "Salada Mixta"
3. "Lá vai a Loura (La Balladora)"

Músicas em a capela
1. "Caravela de Cabral"
2. "Brincar de Rimar"
3. "A Chuva"
4. "Huppa Hulle (Hoopa Hoole)" (com Andréia Sorvetão)
5. "Quadrilha da Xuxa"
6. "Lua de Cristal"
7. "Valeu (10 Anos de Amor)"
8. "CarnaXuxa"
9. "Xuxaxé"
10. "Estrela Guia (Natal)"

#### Argentina
Em 1996 e em 1997, com o lançamento de seu 5º álbum espanhol, o Xuxa Dance, Xuxa se apresentou em alguns programas, como no "Hola Susana", "El Show Del Parque", "Mar Del Prata" e "Juntos Por un Amiguito" e cantou vários de seus sucessos.
1. "Querido Professor"

1. "Que sí, Que no"
2. "Yo te Doy mi Corazón"
3. "Chindolele"
4. "Los Amigos de Mis Amigos Son Mis Amigos"

- "Ilarié" (trecho em a capela)

1. "Esto de Quererte"
2. "Ilarié"

1. "Esto de Quererte"

1. "Querido Professor"
2. "Pot-Pourri:"

- "Loquita Por ti"
- "Nuestro Canto de Paz"
- "Hoy es Dia de Alegría"

1. "Ilarié"

#### Beach Park
No dia 15 de Setembro de 1997, Xuxa fez um show especial no parque aquático Beach Park em Fortaleza com as "Paquitas" e "You Can Dance". O show teve o público com mais de 10 mil e teve aproximadamente três horas de duração. O show foi gravado e vários momentos foram exibidos no especial de Xuxa, "Festa dos Brinquedos" naquele mesmo ano. O cenário era bem colorido (bem mais elaborado do cenário da turnê "Tô de Bem Com a Vida"), as paredes ao redor do palco, faziam menção à um céu com nuvens e com desenhos de bonecos voando em para-quedas, nas laterais do palco, ficavam cubos com letra gigante, e com bonecos gigantes sob os cubos, na parede central do palco um grande arco-íris, tinha uma entrada, de onde Xuxa entrou e saiu, e por cima da entrada, muitos brinquedos como: casa, ursos de pelúcia, bonecos gigantes. Xuxa usou a mesma roupa que usava na turnê em 1997, e também recebeu vários convidados ao longo do show como: "Claudinho & Buchecha", "Gabriel o Pensador", "Deborah Blando", "Só pra Contrariar", "É o Tchan" e "Chiclete com Banana".
Abertura (Mensagem Gravada)
1. "Lua de Cristal"
2. "Libera Geral"
3. "Tô de Bem Com a Vida"

- "Ilariê" / "Xuxaxé" (a capela)

Claudinho e Buchecha
Gabriel, o Pensador
1. "Planeta Xuxa"
2. "Ilariê" (editada)

Deborah Blando
Só pra Contrariar
1. "Serenata do Grilo"
2. "Pot-Pourri:"

- "Pinel Por Você"
- "Nosso Canto de Paz"
- 'Hoje é Dia de Folia"
- "Tindolelê"

Shakira
É o Tchan
1. "Xuxaxé"

Chiclete com Banana
1. "Xuxa Lêlê"

BIS:
1. "Xuxa Lêlê"
2. "Libera Geral"

### Parque do Carmo
O show foi realizado no dia 28 de Setembro de 1997 e teve um público com aproximadamente 250.000 (Duzentos e Cinquenta Mil) pessoas. O cenário era bem simples, tinham apenas balões que formavam o nome XUXA. O programa Domingo Legal fez uma reportagem do show, e exibiu alguns trechos no programa. Xuxa também usou a mesma roupa branca que usava nos shows da turnê em 1997.
1. "Xuxaxé"
2. "Tô de bem com a Vida

Músicas Acapela ("Ilariê" / "Pinel Por Você" / "Tindolelê")
1. "Boas Notícias"
2. "Planeta Xuxa"

Músicas Acapela ("Pipoca" / "Salada Mixta" / "Abecedário da Xuxa")
1. "Vamos em Frente"
2. "Agora eu vou Andar (Andar Devagarinho)"
3. "Serenata do Grilo"
4. "Amarelinha (Pulando, Pulando)"
5. "Xuxa Lêlê"
6. "Libera Geral"

BIS:
1. "Xuxa Lêlê"
2. "Ilariê" (abreviada)

### Natal sem Fome
O último show de Xuxa no ano de 1997 foi realizado no dia 29 de Dezembro de 1997 na Zona Oeste do Rio de Janeiro, no Ginásio Miécimo da Silva no bairro de Campo Grande. Xuxa já estava grávida, ela usou uma calça preta e uma mini-blusa. O show fez parte da campanha Natal sem Fome (que Xuxa participou novamente no ano seguinte). O cenário era parecido com o show do Parque do Carmo em São Paulo, o show na verdade não faz parte da turnê oficialmente, este show é apenas um show especial, porém, encerrando a fase "Tô de Bem Com a Vida / Boas Notícias".
1. "Planeta Xuxa"
2. "Tô de Bem Com a Vida"

Músicas em Acapela ("Abecedário da Xuxa")
1. "Nosso Canto de Paz"
2. "Lua de Cristal"
3. "Xuxaxé"
4. "Boas Notícias"
5. "Xuxa Lêlê"

Músicas em Acapela (Ilariê)
1. "Libera Geral"
2. "Ilariê" (Versão Carnaval)

## Datas da Turnê
| Data                     | Cidade         | País   | Local                                |
| ------------------------ | -------------- | ------ | ------------------------------------ |
| 1996 (Algumas das Datas) |                |        |                                      |
| 14 de Novembro de 1996   | Belo Horizonte | Brasil | Parque de Exposições da Gameleira    |
| 15 de Novembro de 1996   | Rio de Janeiro | Brasil | Metropolitan                         |
| 16 de Novembro de 1996   | Rio de Janeiro | Brasil | Metropolitan                         |
| 24 de Novembro de 1996   | São Paulo      | Brasil | Ginásio do Ibirapuera                |
| 07 de Dezembro de 1996   | Recife         | Brasil | Ilha do Retiro                       |
| 08 de Dezembro de 1996   | Fortaleza      | Brasil | Estádio do Castelão                  |
| 21 de Dezembro de 1996   | Praia Grande   | Brasil | Praia Grande                         |
| 22 de Dezembro de 1996   | Porto Alegre   | Brasil | Estádio Beira-Rio                    |
| 27 de Julho de 1997      | Macaé          | Brasil | Parque de Exposições de Macaé        |
| 09 de Agosto de 1997     | Cajamar        | Brasil | Festa do Peão de Boiadeiro           |
| 18 de Outubro de 1997    | Rondonópolis   | Brasil | Parque de Exposições de Rondonópolis |

| Data                   | Cidade         | País   | Local                    |
| ---------------------- | -------------- | ------ | ------------------------ |
| Shows Especiais        |                |        |                          |
| 26 de Novembro de 1996 | Niterói        | Brasil | Praia de Icaraí          |
| 15 de Setembro de 1997 | Fortaleza      | Brasil | Beach Park               |
| 28 de Setembro de 1997 | São Paulo      | Brasil | Parque do Carmo          |
| 29 de Dezembro de 1997 | Rio de Janeiro | Brasil | Ginásio Miécimo da Silva |

## Ficha Técnica
- Elenco: Paquitas New Generation, You Can Dance, Gêmeas e Bombom
- Cenografia: João Cardoso / Lueli Antunes / Ana Paula Antunes
- Diretor de Fotografia: Peter Gasper
- Diretor de Iluminação: Luis Leal
- Sonoplastia: My Boy / Eduardo Tadeu / Felipe Bella
- Coreografia: Fly (YCD) e Oswald Berry
- Figurino: Wilis Ribeiro / Alda Meneghel
- Coordenação de Produção: Cida Ayres
- Assessoria de Imprensa: Mônica Muniz
- Produção Executiva: Angela Mattos
- Produtor: Luiz Cláudio Lopes Moreira
- Direção e Supervisão Geral: Marlene Mattos
- Realização: Mega Event's